# Epoletniki
Epoletniki (Agelaiinae) – ponownie wyodrębniona podrodzina ptaków z rodziny kacykowatych (Icteridae).

## Zasięg występowania
Podrodzina obejmuje gatunki występujące w Ameryce.

## Systematyka
Do podrodziny należą następujące rodzaje:
- Nesopsar – jedynym przedstawicielem jest Nesopsar nigerrimus – turkusowiec
- Agelaius
- Molothrus
- Dives
- Ptiloxena – jedynym przedstawicielem jest Ptiloxena atroviolacea – czarnobłysk palmowy
- Euphagus
- Quiscalus
- Hypopyrrhus – jedynym przedstawicielem jest Hypopyrrhus pyrohypogaster – kacykarz
- Lampropsar – jedynym przedstawicielem jest Lampropsar tanagrinus – tanagrokacyk
- Gymnomystax – jedynym przedstawicielem jest Gymnomystax mexicanus – wilgokacyk
- Macroagelaius
- Curaeus – jedynym przedstawicielem jest Curaeus curaeus – starzykowiec południowy
- Amblyramphus – jedynym przedstawicielem jest Amblyramphus holosericeus – starzykowiec szkarłatny
- Anumara – jedynym przedstawicielem jest Anumara forbesi – starzykowiec samotny
- Gnorimopsar – jedynym przedstawicielem jest Gnorimopsar chopi – starzykowiec bruzdodzioby
- Oreopsar – jedynym przedstawicielem jest Oreopsar bolivianus – starzykowiec brązowoskrzydły
- Agelaioides
- Agelasticus
- Chrysomus
- Xanthopsar – jedynym przedstawicielem jest Xanthopsar flavus – szafranowczyk
- Pseudoleistes